# 박용래 문학상
박용래 문학상(朴龍來文學賞)은 1999년, 시인 박용래의 문학정신을 기리기 위해 《대전일보》가 제정한 문학상이다. 2002년부터 2004년까지는 주최 측 사정 때문에 시행되지 않았고, 2005년 7회 수상자를 낸 이후에 다시 시행되지 않고 있다.
| 수상년도   | 수상작                        | 저자   |
| ---------- | ----------------------------- | ------ |
| 1999년 1회 | 《비는 수직으로 서서 죽는다》 | 허만하 |
| 2000년 2회 | 《슬픔에 손목 잡혀》          | 나태주 |
| 2001년 3회 | 《봄 파르티잔》               | 서정춘 |
| 2005년 7회 | 《말랑말랑한 힘》             | 함민복 |